# Jean-Paul Grossin
Pour les articles homonymes, voir Grossin.
Jean-Paul Grossin, né le 12 juin 1955 à Autainville (Loir-et-Cher) et mort le 25 février 2017 à La Chaussée-Saint-Victor, est un journaliste et un réalisateur de documentaires animaliers français.

## Biographie
Après des études au lycée Augustin-Thierry de Blois, Jean-Paul Grossin devient rédacteur en chef du Le Journal de la Sologne (1980-1996). Il collabore ensuite avec Laurent Charbonnier sur plusieurs films documentaires dont :
- Tant qu’il y aura des cerfs ;
- Le Rendez-vous du brocard ;
- L’Attrape-cerf.

## Publications
Jean-Paul Grossin est l'auteur de différents ouvrages, parmi lesquels :
- L’anthologie du cerf (1993) ;

- Prix Jacques-Lacroix de l’Académie française ;
- Chambord Sauvage (2000) ;
- Chambord, Patrimoines exceptionnels (2005).